# قائمة الأفلام المصرية سنة 1959
هذه قائمة بالأفلام المصرية لسنة 1959 مرتبة أبجديا

## 1959
- البوليس السري
- العتبة الخضراء
- المليونير الفقير
- بين الأطلال
- حماتي ملاك
- سر طاقية الإخفاء
- سمراء سيناء
- خريف امرأة
- فضيحة في الزمالك
- لوكاندة المفاجآت
- دعاء الكروان
- حسن ونعيمة
- ارحم حبي
- موعد مع المجهول
- من أجل حبي
- أم رتيبة
- إحنا التلامذة
- الرجل الثاني
- المرأة المجهولة
- أنا حرة
- بين السما والأرض
- حكاية حب
- صراع في النيل
- نساء محرمات
- كل دقة في قلبي
- هدى